# Huỳnh Phú Sổ
Huỳnh Phú Sổ (1920-1947) fue el fundador del movimiento religioso Hòa Hảo, una tradición religiosa budista vietnamita. Huỳnh nació en el pequeño pueblo de Hòa Hảo, ubicado cerca de Châu Dôc, en la Provincia de An Giang, en la Indochina francesa.

## Historia

### Estudio e iluminación
El joven Huỳnh fue enviado a estudiar junto a un ermitaño que vivía en el monte Núi Cấm, fue allí donde experimentó un trance místico y declaró que había alcanzado la iluminación.

### Predicación
Al proclamarse como un seguidor de Buda, Huỳnh comenzó a predicar el budismo en la región. A pesar de las críticas de sus detractores, la predicación de Huỳnh fue muy exitosa. 
Phú Sổ predicaba en las aldeas y abogaba por la renuncia de los bienes materiales en beneficio de lo espiritual, criticaba a los monjes tradicionales por su corrupción y por su estilo de vida. 
Huỳnh profetizaba la llegada de tiempos difíciles para los creyentes y afirmaba que solo la fe puede salvar. 
Llamando a la simplicidad, Huynh criticaba la riqueza ostentosa de las pagodas y las imágenes que representan a Buda.

### Oposición al colonialismo
La administración colonial francesa no se fiaba de Huỳnh: el gobierno colonial temía la existencia de un posible malestar social liderado por un loco o por un impostor. Huỳnh Phú Sổ se opuso al colonialismo francés y participó en el surgimiento del nacionalismo vietnamita. Los japoneses lo apoyaron durante la ocupación de Indochina. Aprovechando el colapso del Imperio colonial francés y la derrota del Imperio Japonés, el movimiento Hòa Hảo se hizo con el control de una parte del país.

### Oposición al comunismo
Por razones políticas y filosóficas, Phú Sổ se opuso a la guerrilla comunista del Viet Minh. Después de violentos enfrentamientos armados, los comunistas vietnamitas lo arrestaron y lo ejecutaron el 17 de marzo de 1947.

### Legado
Después de su muerte, sus padres, el venerable Huynh Công y Lê Thi Nhâm, asumieron la dirección espiritual del movimiento, mientras que la parte política y militar fue liderada por Trân Van Soai, también llamado "General Nam Lua", quien posteriormente se unió a los franceses a cambio del rango de general de brigada y obtuvo de ellos el reconocimiento oficial del movimiento religioso.
En 1939, Huỳnh escribió cuatro volúmenes cortos conocidos como "oráculos" en un estilo poético simple y accesible, en los que desarrolla las bases y el fundamento de su doctrina religiosa. 
El movimiento religioso fundado por Huỳnh Phú Sổ sobrevivió a la muerte de su fundador. Actualmente el movimiento Hòa Hảo tiene varios millones de seguidores en todo el Mundo.